# Just Tejada i Martínez
Just Tejada i Martínez (Barcelona, 6 de gener de 1933 - Barcelona, 31 de gener de 2021) fou un futbolista català dels anys 1950 i 1960.

## Trajectòria
Començà la seva carrera a l'equip juvenil del CE Europa juvenil, passant a continuació al juvenil del FC Barcelona, a l'amateur i a l'Espanya Industrial, aleshores filial blau-grana. La temporada 1952-53 fou cedit al Reial Múrcia CF i un cop acabada aquesta temporada ingressà al primer equip del Barça, on disputà 245 partits i marcà 126 gols en vuit temporades. Hi guanyà dues lligues, dues copes i dues Copes de Fires. Fou un dels jugadors que jugaren el partit inaugural del Camp Nou el dia 24 de setembre de 1957, marcant el segon gol d'aquest partit.
Va rebre la baixa el 1961 i acceptà una oferta del Reial Madrid, on guanyà dues noves lligues i una copa en dues temporades. Va jugar com a titular la final de la Copa d'Europa de 1962, que el Madrid va perdre contra el SL Benfica per 3 a 5 a l'Estadi Olímpic d'Amsterdam, i que representava la segona victòria consecutiva de l'equip portuguès en la competició.
El 1963 retornà a Barcelona per jugar al RCD Espanyol, on després de dues temporades penjà les botes.
Fou internacional amb la selecció catalana i amb l'espanyola. Amb aquesta darrera disputà 8 partits i marcà 4 gols en un mateix partit, disputat el 15 d'octubre de 1958 a Madrid davant la selecció d'Irlanda del Nord amb victòria per 6 a 2. Debutà el 13 d'abril de 1958 enfront Portugal a Madrid i s'acomiadà el 2 d'abril de 1961 davant França.

## Gols internacionals
| #  | Data            | Seu                       | Oponent          | Marcador | Resultat | Competició     |
| -- | --------------- | ------------------------- | ---------------- | -------- | -------- | -------------- |
| 1. | 15 octubre 1958 | Santiago Bernabéu, Madrid | Irlanda del Nord | 1-0      | 6-2      | Partit amistós |
| 2. | 15 octubre 1958 | Santiago Bernabéu, Madrid | Irlanda del Nord | 3-0      | 6-2      | Partit amistós |
| 3. | 15 octubre 1958 | Santiago Bernabéu, Madrid | Irlanda del Nord | 5-2      | 6-2      | Partit amistós |
| 4. | 15 octubre 1958 | Santiago Bernabéu, Madrid | Irlanda del Nord | 6-2      | 6-2      | Partit amistós |

## Palmarès
FC Barcelona
- Copa de les Ciutats en Fires: 1955-58, 1958-60
- Lliga espanyola: 1958-59, 1959-60
- Copa espanyola: 1956-57, 1958-59

Reial Madrid
- Lliga espanyola: 1961-62, 1962-63
- Copa espanyola: 1961-62